# Liga gegen den Imperialismus
Die Liga gegen den Imperialismus („Liga“) war eine maoistische Organisation in den 1970er Jahren, die den „Befreiungskampf der unterdrückten Völker der Welt“ unterstützte. Gegründet wurde sie am 14. Juli 1971 in Berlin als „antiimperialistische Massenorganisation“ der KPD/AO, in deren politische Arbeit sie als Vorfeldorganisation eingebunden war. Vorbild war die 1925 von Willi Münzenberg ins Leben gerufenen Liga gegen Imperialismus und für nationale Unabhängigkeit. Erster Vorsitzender des Präsidiums der Liga wurde Jochen Staadt, der 1974 unter Protest gegen die stalinistische Politik der KPD-AO aus der Liga, dem KSV und der inzwischen in KPD umbenannten KPD-AO austrat. Seine Nachfolger als Vorsitzende waren Christian Hommerich und Bruno Engel. Ursprünglich war die Liga als Organisation von Studierenden und Intellektuellen konzipiert; bereits nach wenigen Monaten wurde diese Beschränkung der Zielgruppe jedoch fallengelassen und die Organisationsstruktur von „Sektionen“ innerhalb der West-Berliner Universitäten auf Ortsgruppen in Städten bzw. Stadtteilen umgestellt.
Ihr Organ, die Zeitschrift Internationale Solidarität, befasste sich meist mit den innerhalb der „maoistischen“ Linken aktuellen Themen. Zu den Eigenarten der Liga gehörte auch eine Kampagnenpolitik, in der recht willkürlich bestimmte Themen als Agitationsschwerpunkt gesetzt wurden. Nach Auflösung der Liga organisierten sich etliche Mitglieder in der Partei Die Grünen. Mitglied war u. a. Antje Vollmer.
Unter anderem beschäftigte sich die Liga mit dem postfranquistischen Spanien, das sie in diversen Diskussionsrunden und Flyern öffentlich thematisierte, wobei sie die spanische Kleingruppe „FRAP“ propagierte und unterstützte. Im Zusammenhang mit der Kampagne gegen die Franco-Diktatur wurde in Frankfurt am Main die Paulskirche besetzt, was zu etlichen Prozessen gegen die Beteiligten führte.
Die maoistische Liga bekämpfte wie alle verwandten Organisationen der 1970er Jahre nicht nur den US-Imperialismus und dessen Vertreter, sondern auch den sowjetischen Sozialimperialismus. Die Liga agitierte gegen die imperialistische Politik der UdSSR gegenüber den Ländern der Dritten Welt. Sie gehörte zu den Organisatoren mehrerer Großdemonstrationen gegen den Besuch des damaligen Staats- und Parteichefs Breschnew in Deutschland, z. B. in Dortmund mit mehreren tausend Teilnehmern. Hier folgte die Organisation genauso wie die KPD/AO den Vorgaben der chinesischen Außenpolitik und der sog. Drei-Welten-Theorie von Mao Zedong.
Das Scheitern der internationalen maoistischen Bewegung und der Niedergang der revolutionären Linken führte auch zur Auflösung der Liga gegen den Imperialismus im Zusammenhang mit der Auflösung der KPD 1980. Zu diesem Zeitpunkt hatte die Liga noch ca. 350 Mitglieder.